# Euspilotus ornatus
Euspilotus ornatus är en skalbaggsart som först beskrevs av Blanchard 1843.  Euspilotus ornatus ingår i släktet Euspilotus och familjen stumpbaggar. Inga underarter finns listade i Catalogue of Life.